# Stefan Weiß (Komponist)
Stefan Rudolph Weiß, auch Stephan Weiss, (* 17. August 1899 in Wien, Österreich-Ungarn; † 13. August 1984 in Zürich, Schweiz) war ein österreichischer Filmkomponist, Liedtexter und Schlagerkomponist.

## Leben und Wirken
Weiß begann seine künstlerische Karriere in den 1920er Jahren als Schlagerkomponist. Mit Beginn der Tonfilmära wurde er auch für ganze Kompositionen zur Untermalung von Kinofilmen herangeholt. 1932 begann einer langjährige Zusammenarbeit mit dem deutschen Kollegen Paul Mann. Beide verfassten beispielsweise 1932 ein Lied zu dem deutschen Film „Wenn die Liebe Mode macht“ und im Jahr darauf waren beide an der Komposition zu Kurt Gerrons Inszenierung „Heut’ kommt’s drauf an“ beteiligt. 
Mit Beginn der NS-Herrschaft kehrte Weiß nach Österreich zurück. Dort wurde er 1936 einer von vier Komponisten, die am Emigrantenfilm „Fräulein Lilli“ musikalisch beteiligt waren. 1937 reisten Weiß und mit Mann in die Vereinigten Staaten, da sie sich bessere Berufsmöglichkeiten erhofften. Im September 1938 lieferten Weiß und Mann den Musiktext zu dem Theaterstück „Hellzapoppin“, das 1941 mit überwältigendem Erfolg verfilmt werden sollte. Kurz darauf übersiedelte Weiß nach Hollywood, wo er kleinere Liedbeiträge (wie z. B. zu „Vier Töchter räumen auf“) liefern und weiterhin als Songkomponist (z. B. mit Mann das Stück „Sentimental Me“ für den Film „The Quarterback“) arbeiten sollte. Im Zweiten Weltkrieg fand Stefan Weiss Arbeit als Musikautor für die kurzen Zeichentrickfilme Friz Frelengs. Weiß‘ Song „Music, Music, Music“ sollte sich in den USA als großer Erfolg erweisen. Auch das Weiß-Lied „Angel in Disguise“ fand mehrfach Verwendung in Filmen.

## Filmografie (ganze Kompositionen komplett)
als Komponist von Filmmusiken, wenn nicht anders angegeben
- 1930: Geld auf der Straße
- 1931: Die Blumenfrau von Lindenau
- 1931: Wiener Zauberklänge
- 1932: Wenn die Liebe Mode macht (Liedbeitrag)
- 1933: Heut’ kommt’s drauf an
- 1936: Fräulein Lilli
- 1939: Vier Töchter räumen auf (Daughters Courageous, Liedbeitrag)
- 1940: The Quarterback (Liedbeitrag)